# 云岭蟾蜍
云岭蟾蜍（学名：Bufo yunlingensis），一种于中国云南省西北部德钦县德贡公路（S212）附近碧罗雪山地区发现的两栖动物，隶属于蟾蜍科蟾蜍属。

## 物种对比
云岭蟾蜍与中华蟾蜍（Bufo gargarizans）和圆疣蟾蜍（Bufo tuberculatus）相似，云岭蟾蜍体形比中华蟾蜍小，上眼睑内侧及吻棱上有小疣，体背面皮肤较为光滑，有稀疏大疣粒，无痣粒。与圆疣蟾蜍相比，云岭蟾蜍头侧和体侧有橘红色区域，腹面黄白或浅褐色，斑纹极显著，后面有一深色大斑块。